# Calcio Femminile Scalese
Il Calcio Femminile Scalese Associazione Sportiva Dilettantistica, meglio noto come Scalese, fu una società calcistica italiana con sede a San Miniato, attiva nella promozione del calcio femminile dal 2006, anno della sua fondazione all'estate 2016, quando è costretta a sospendere l'attività; deve la sua ragione sociale alla sede originaria, La Scala, borgo del comune di San Miniato.

## Storia
Iscritta dal campionato 2006-2007, la Scalese, alla guida fin da subito del tecnico Nico Mattioli cofondatore della società, affronta la prima parte della sua storia calcistica nei campionati regionali, passando dalla Serie D alla Serie C e conquistando la prima posizione al termine della stagione 2008-2009.
Per il campionato entrante è iscritta alla Serie B, allora terzo livello del campionato italiano di categoria, disputando il girone A nella stagione 2009-2010. Il campionato si rivela al di sopra delle possibilità tecniche dell'organico, con la Scalese che viene eliminata dal Pisa nella fase preliminare di Coppa Italia, e che termina al decimo e ultimo posto, con soli sei punti conquistati grazie alle due uniche vittorie su 18 incontri, condividendo la retrocessione in Serie C regionale con Manerbio Virtus e Valpo Pedemonte.
Dopo un solo campionato in Serie C Toscana, Mattioli e la sua squadra iniziano la scalata alle classifiche che in tre stagioni la porterà alla Serie A.
Iscritta alla Serie A2 per la stagione 2011-2012 nel girone C, riesce a disputare un buon campionato raggiungendo agevolmente la salvezza e chiudendo al settimo posto con 41 punti, frutto di 13 incontri vinti, 2 pareggiati e 11 persi. Il successivo l'organico si rivela molto più competitivo e già nel girone di andata è costantemente tra le prime due posizioni, sconfitta solo dall'Alessandria, mentre in quello di ritorno si contende il primato anche con il Real Arenzano che a tre giornate dal termine è ancora in prima posizione. Le ultime partite rimescolano le posizioni per la promozione Serie A; dopo la vittoria sull'Alessandria e la sconfitta della capolista da parte del Castelfranco la Scalese si porta al vertice del campionato e finire prima in classifica con un punto di scarto sul Real Arenzano il 21 aprile.
Il campionato 2013-2014, già impegnativo per la riforma del campionato che vedrà la retrocessione di ben sei squadre, si rivela ostico per Mattioli e la squadra, quasi mai in grado di competere con le avversarie di caratura superiore, chiudendo con soli 10 punti, con 2 incontri vinti, 4 pareggiati e 24 persi, la sua prima ed unica stagione nella massima serie all'ultimo posto e la conseguente retrocessione in cadetteria. Nel corso del campionato riescono ad imporsi solo alla prima giornata di campionato, 1-0 sulle avversarie dell'Inter Milano con rete di Giulia D'Antoni al 30', e alla 30ª, 2-1 sul Napoli con reti di Benedetta Fenili al 10' e di Marilena Panicucci all'88'.
La Scalese nella stagione 2014-2015 è iscritta alla Serie B, ritornata ad essere il secondo livello del campionato nazionale, e la squadra è affidata alla guida di Renzo Ulivieri che, alternando i suoi impegni in ambito federale, ritorna all'attività dopo aver allenato la Reggina in Serie A (maschile) per parte della stagione 2007-2008. La squadra, dopo un difficile avvio di stagione, riesce ad ottenere posizioni di centro classifica, aggiudicandosi al termine del campionato il 9º posto con 28 punti, frutto di 7 vittorie, 7 pareggi e 12 sconfitte.
Nella stagione 2015-2016 la squadra, affidata nuovamente allo storico tecnico Mattioli, è iscritta alla Serie D regionale, torneo che, grazie alla caratura dell'organico, riesce a conquistare al termine del campionato, tuttavia nel giugno 2016 l'allora presidente Ademaro Guardini dichiara l'impossibilità di proseguire l'attività agonistica e di conseguenza non iscrive la squadra ad alcun campionato successivo svincolando le proprie tesserate.

## Palmarès
- Campionato italiano di Serie A2: 1

2011-2012

## Organico

### Rosa 2013-2014
| N. |                   | Ruolo | Calciatrice        |
| -- | ----------------- | ----- | ------------------ |
|    | Italia (bandiera) | P     | Antonella Frediani |
|    | Italia (bandiera) | P     | Silvia Barsotti    |
|    | Italia (bandiera) | P     | Francesca Durante  |
|    | Italia (bandiera) | D     | Gloria Giatras Zoi |
|    | Italia (bandiera) | D     | Francesca Lucente  |
|    | Italia (bandiera) | C     | Chiara Ballotti    |
|    | Italia (bandiera) | ?     | Beatrice Baldi     |
|    | Italia (bandiera) | C     | Chiara Cacciatori  |
|    | Italia (bandiera) | C     | Serena Cavicchi    |

| N. |                   | Ruolo | Calciatrice        |
| -- | ----------------- | ----- | ------------------ |
|    | Italia (bandiera) | C     | Serena Ceci        |
|    | Italia (bandiera) | A     | Giulia D'Antoni    |
|    | Italia (bandiera) | D     | Elena Tramonti     |
|    | Italia (bandiera) | D     | Carlotta Chiorazzo |
|    | Italia (bandiera) | C     | Silvia Spagna      |
|    | Italia (bandiera) | A     | Irene Spagna       |
|    | Italia (bandiera) | A     | Marilena Panicucci |
|    | Italia (bandiera) | C     | Romina Bachi       |
|    | Italia (bandiera) | A     | Benedetta Fenili   |